# 仙掌站
仙掌站（：／ Seonjang yeok */?）曾为韩国铁路长项线上的一个车站，位于忠清南道牙山市仙掌面，目前已废止。

## 历史
- 1985年10月10日：开始使用。
- 2008年1月1日：停用本站。